# A Hero Sits Next Door
"A Hero Sits Next Door" é o quinto episódio da primeira temporada da série de televisão de comédia norte-americana Family Guy, exibido originalmente no canal de televisão Fox Broadcasting Company na noite de 2 de maio de 1999. O episódio introduz o personagem Joseph "Joe" Swanson, que mais tarde se torna um personagem regular do seriado. Peter Griffin precisa encontrar um jogador substituto para o jogo de softbol e convence Joe a jogar pelo time quando fica sabendo que o mesmo jogava beisebol durante a faculdade. No dia seguinte, Peter percebe que ele é cadeirante, mas mesmo assim, é um bom jogador e o time consegue vencer a partida. Peter fica com ciúmes de Joe e tenta se transformar em um herói. Um sub-enredo mostra Meg Griffin tentando ser notada por Kevin Swanson.
O episódio foi dirigido por Monte Young e co-escrito por Mike Barker e Matt Weitzman. Teve participações das atrizes Suzie Plakson, Michelle Kwan e também dos atores Wally Wingert e Carlos Alazraqui. Grande parte da história apresenta humor envolvido nas sequências de cutaway, usadas frequentemente em Family Guy, que fazem referências a Superamigos, Pez, e os assassinatos de John F. Kennedy e Robert F. Kennedy. Ao contrário dos anteriores, o título do episódio não possui palavras relacionadas com "morte" ou "assassinato"; essa inspiração era usada originalmente pelo criador Seth MacFarlane, fã de programas de rádio de 1930 e 1940, principalmente da antologia de terror Suspense; no entanto, essa base foi descartada quando a equipe de roteiristas do seriado passaram a ter dificuldades a identificar e distinguir os episódios.
"A Hero Sits Next Door" recebeu avaliações positivas dos críticos televisivos, os quais consideraram uma introdução memorável do personagem Joe Swanson; alguns destacaram a sequência de brigas entre Joe e o Grinch, enquanto outros criticaram negativamente as brincadeiras das sequências de cutaway, que distorciam o enredo, considerando-os "estranho" e "contra-intuitivo".

## Produção

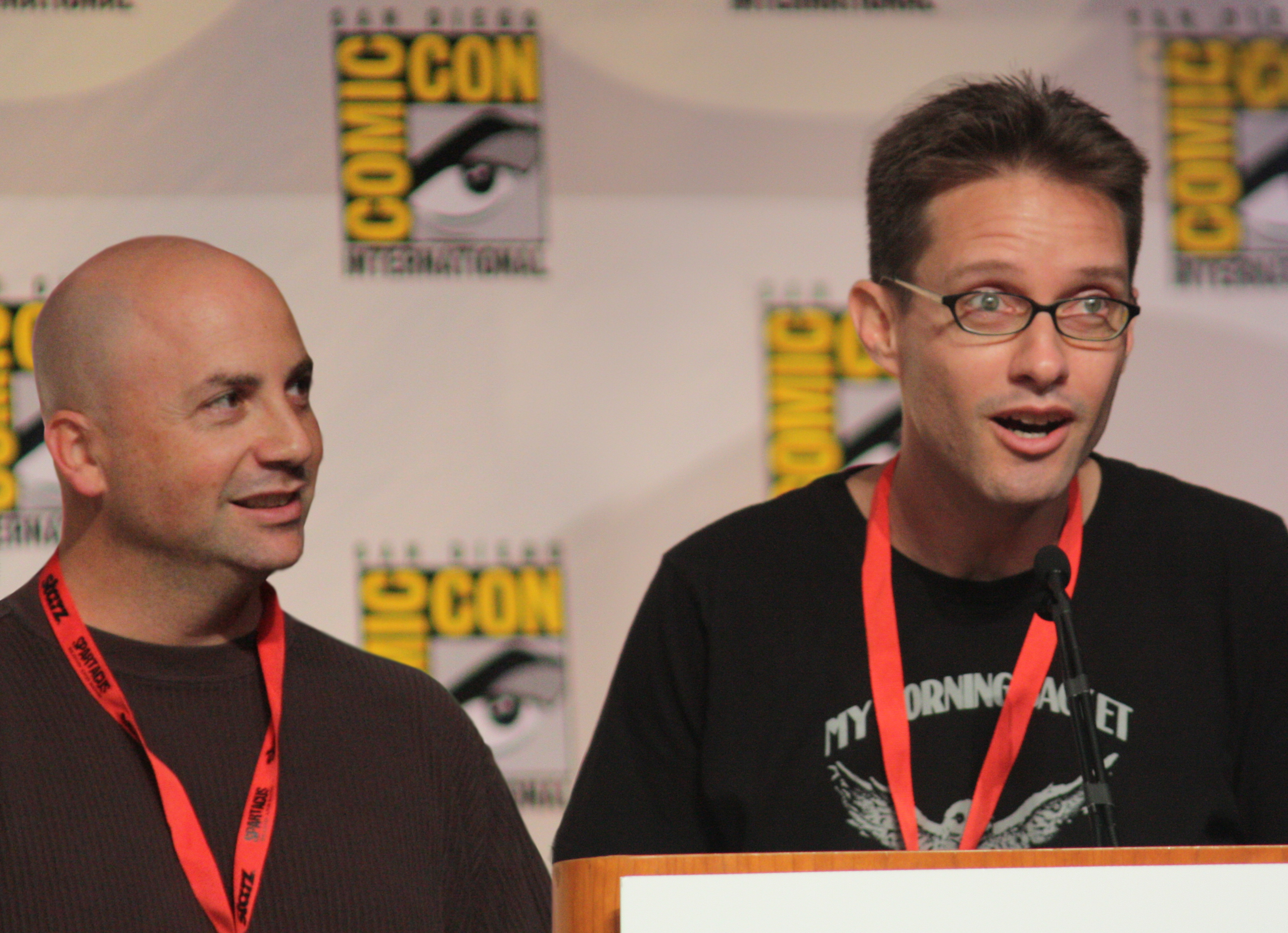
Mike Barker e Matt Weitzman co-escreveram "A Hero Sits Next Door".

"A Hero Sits Next Door" foi escrito por Mike Barker e Matt Weitzman e dirigido por Monte Young, sendo a primeira vez que os três participam de Family Guy. Durante a produção do episódio, os escritores compartilharam um escritório emprestado a eles pelo elenco de produção de King of the Hill. MacFarlane comparou a produção da primeira temporada com um projeto da faculdade; a única diferença era que ele estava sendo financiado. O elenco convidado é composto pelas atrizes Suzie Plakson, Michelle Kwan e os atores Wally Wingert e Carlos Alazraqui. O elenco de dubladores de personagens secundários contou com a participação do escritor e animador Butch Hartman. "A Hero Sits Next Door" serve como introdução de Joe Swanson (dublado por Patrick Warburton), tenente policial e vizinho da família Griffin, juntamente com sua família, composta pela esposa Bonnie (Jennifer Tilly) e o filho Kevin.
Durante a produção, foi desenvolvida uma maneira de esconder o fato de que Joe usava uma cadeira de rodas. Isso foi feito mostrando o personagem somente da cintura para cima em parte do episódio. O episódio é notável como o primeiro de Family Guy a não ter palavras relacionadas a "morte" e "assassinato". Essa inspiração iniciou, originalmente, com a ideia do criador Seth MacFarlane, um grande fã de programas de rádio de 1940 e 1930, particularmente da antologia de terror Suspense; no entanto, essa base foi retirada depois que episódios individuais passaram a ser difíceis de identificar e ficaram desgastados.
| “ | Sou um grande fã de novelas de rádio antigas e tive essa ideia, quando a série ainda tentava ter uma identidade no começo, de que cada episódio poderia ter um título ameaçador emprestado de uma novela de suspense dos anos 40. E então, tivemos títulos como "Death Has a Shadow" e "Dangerous Mind", que não tinham nada a ver com o seriado. Chegamos a conclusão de que isso deixou de ser divertido após quatro episódios. São duas da manhã e estamos tentando crescer com essas coisas. Então, nós meio que crescemos a partir da mudança e passamos a usar títulos mais tradicionais. | ” |

## Enredo
Na fábrica de brinquedos Happy-Go-Lucky, o inspetor de segurança Peter Griffin está trabalhando quando seu chefe Sr. Weed o apresenta Guillermo, um jogador que irá auxiliar na vitória da empresa no jogo de softbol anual. Em casa, Lois Griffin diz ao marido que novos vizinhos chegaram, a família Swanson, e deseja fazer amizade com eles; contudo, Peter não se interessa e vai com Brian praticar softbol. O lançador do time está ausente, e Peter toma tal posição. Guillermo se fere com o péssimo lançamento e precisa encontrar um substituto, ou então será demitido.
Enquanto isso, Lois vai com o filho Stewie conhecer os novos vizinhos. Cumprimenta Bonnie Swanson e logo conhece seu marido, Joe. Ao chegar em casa, Peter age de maneira rude com os Swansons. Após a noite, ele pensa em quem poderia substituir Guillermo, e Lois afirma que Joe jogava beisebol durante a faculdade. Quando vê o novo vizinho em seu caminhão, Peter o convida para entrar no time. Na manhã seguinte, ele e Sr. Weed se encontram no campo e ficam horrorizados ao descobrir que Joe está em uma cadeira de rodas. No entanto, ele surpreende e mostra que é um jogador fantástico, dando vitória ao time. Na mesma noite, ocorre uma festa comemorativa em sua casa, onde ele revela ser um policial que ficou aleijado após brigar com o Grinch no telhado de um orfanato, e rapidamente se torna popular entre os vizinhos, incluindo a família Griffin.
Esta popularidade deixa Peter com inveja, e ele decide que também deseja ser um herói. Então, ele tenta travar um assalto no banco para competir com o heroísmo de Joe. Peter e Brian se tornam reféns, mas o novo vizinho convence os ladrões a se renderem. Uma multidão aplaude e levanta o policial em reverência, deixando sua cadeira de rodas vazia. Stewie tenta desbloquear o "poder da cadeira de rodas", mas Lois coloca uma chupeta em sua boca e ele, rapidamente, cai no sono. Após a situação, Peter fica desapontado, porém sua família lhe diz que é o herói deles.

## Referências culturais

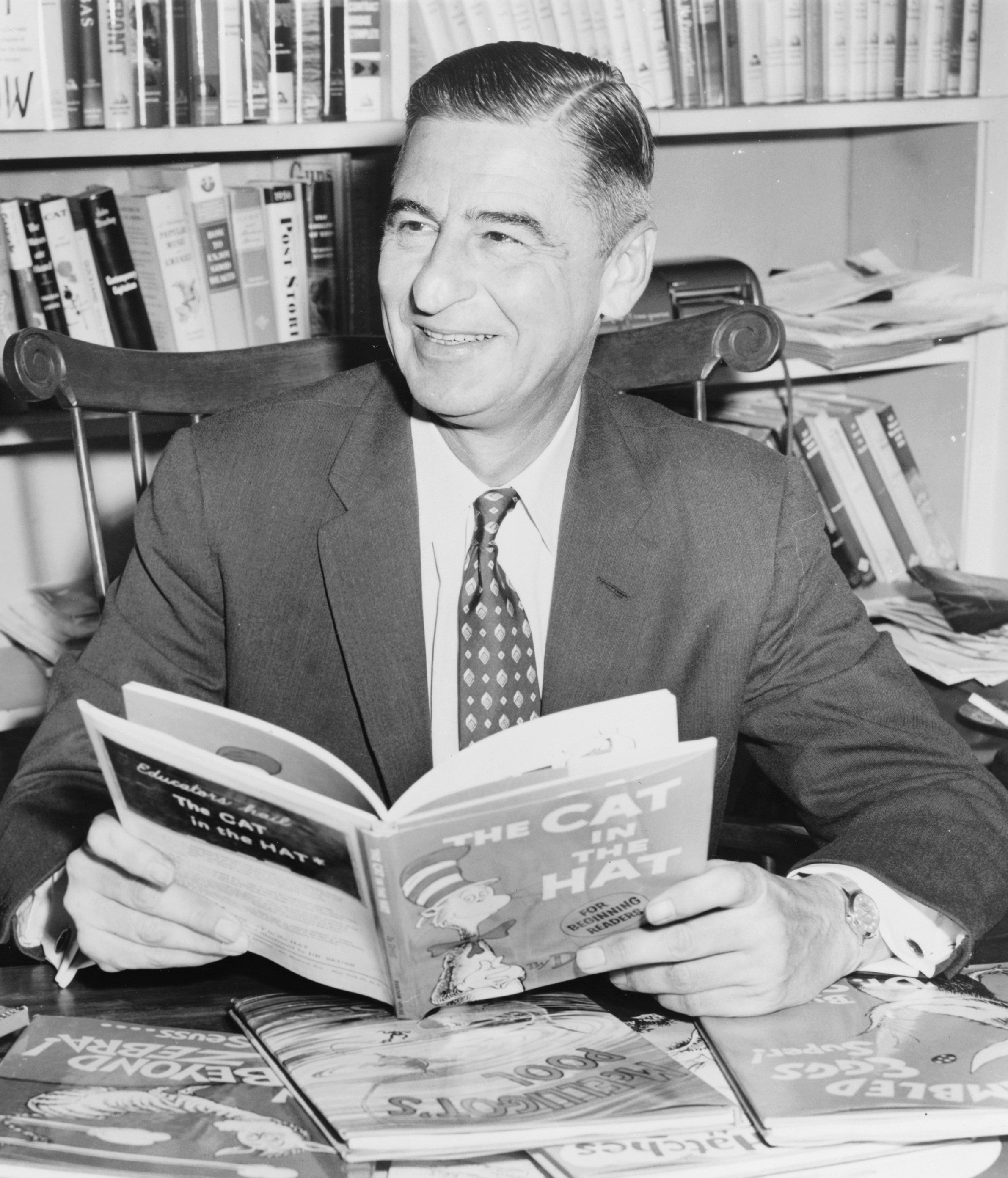
A história infantil de Dr. Seuss, How the Grinch Stole Christmas!, foi referenciada.